# Alter Jüdischer Friedhof Velbert-Mitte

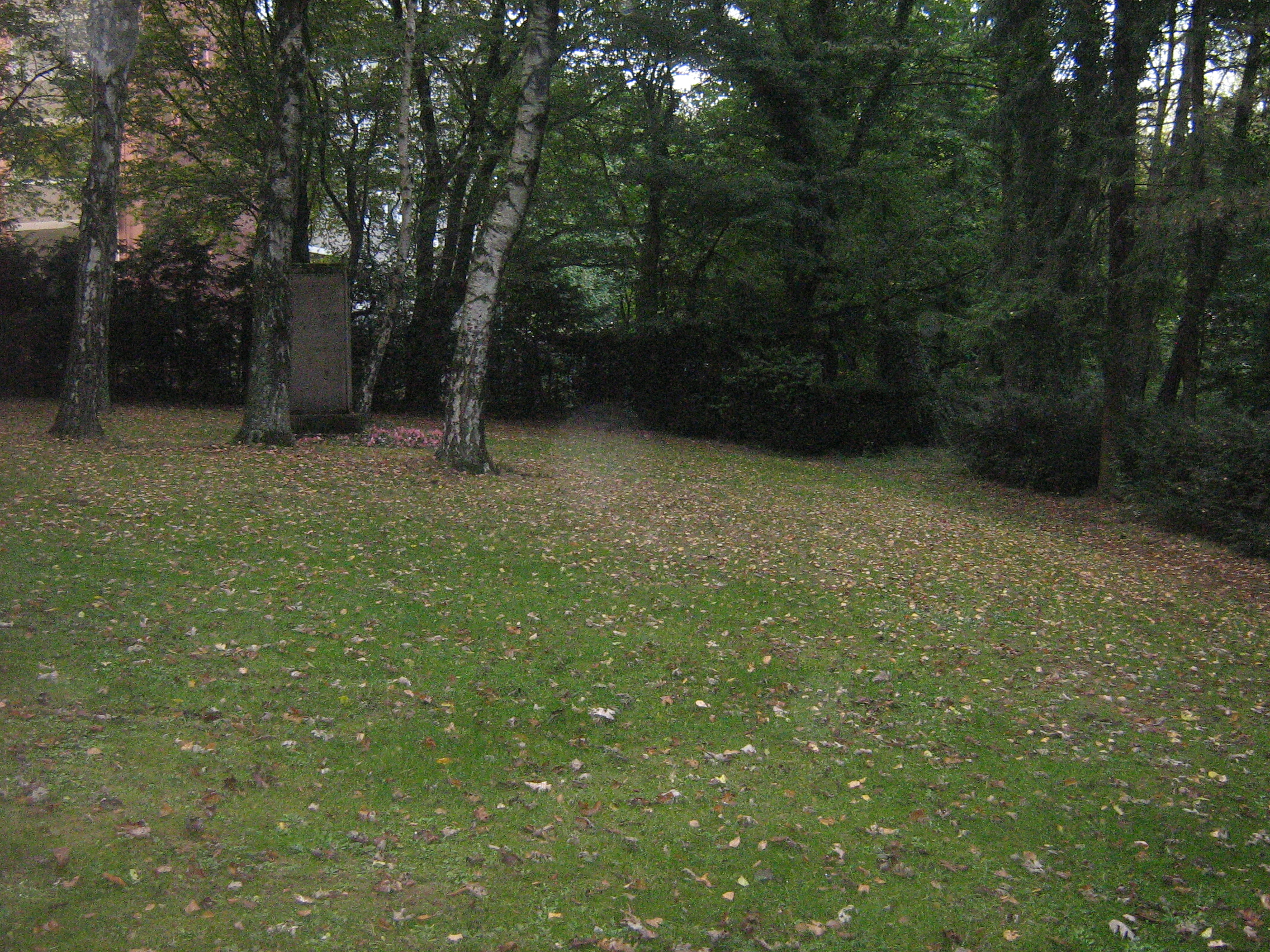
Alter Jüdischer Friedhof Velbert-Mitte

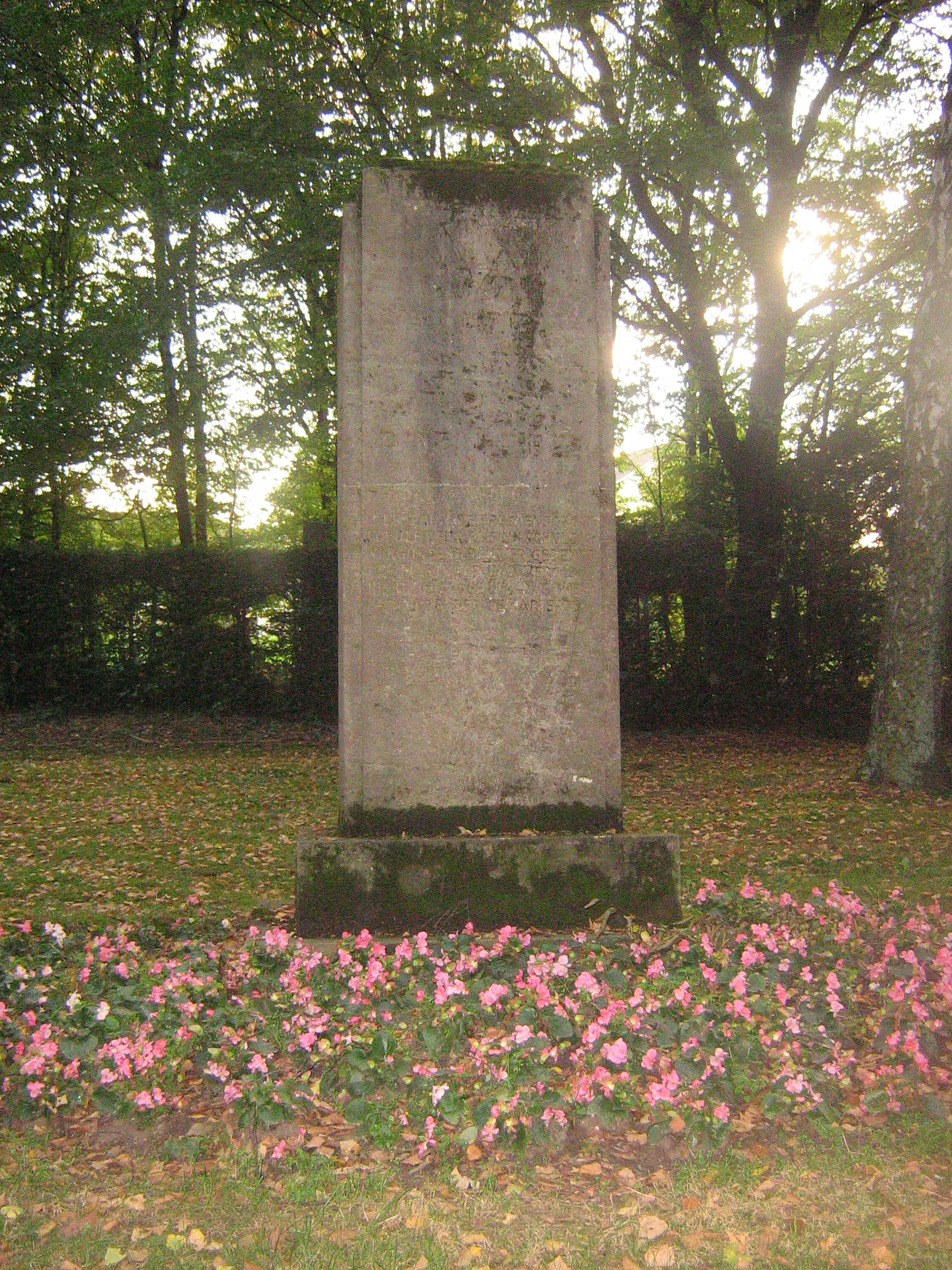
Gedenkstein des Alten Jüdischen Friedhofs in Velbert-Mitte

Der Jüdische Friedhof Velbert ist ein jüdischer Friedhof in der Stadt Velbert im Kreis Mettmann (Nordrhein-Westfalen). Er liegt am Nordpark.

## Geschichte
Erst nach 1800, in der Zeit des Großherzogtums Berg entstand in Velbert eine kontinuierliche jüdische Niederlassung, die im 19. Jahrhundert zur Synagogengemeinde Elberfeld gehörte. Die Größe der Gemeinde belief sich – durch Zuzug und die Niederlassung vieler „Ostjuden“ nach dem Ersten Weltkrieg begünstigt – im Jahr 1824 auf 16, 1885 auf 40 und 1932 auf 62 Mitglieder. Wurde zunächst die Synagoge in Werden oder Langenberg besucht, so ist um 1835 die Existenz einer eigenen Betstube belegt. Aufgrund der NS-Machtübernahme konnte ein geplanter Neubau nicht realisiert werden. Der Friedhof wurde im 19. Jahrhundert angelegt, von 1817 bis 1938 belegt und 1940 verkauft. Der am Nordpark gelegene Begräbnisplatz ist erhalten. Grabsteine gibt es hier nicht mehr, diese wurden teils für den Bau von Baracken verwendet und zum Teil auch auf dem Elberfelder Friedhof an der Weißenburgstraße an der dortigen Friedhofsmauer aufgestellt. Stattdessen gibt es einen Gedenkstein auf dem ganzjährig verschlossenen Friedhofsgelände.